# Wingsuit

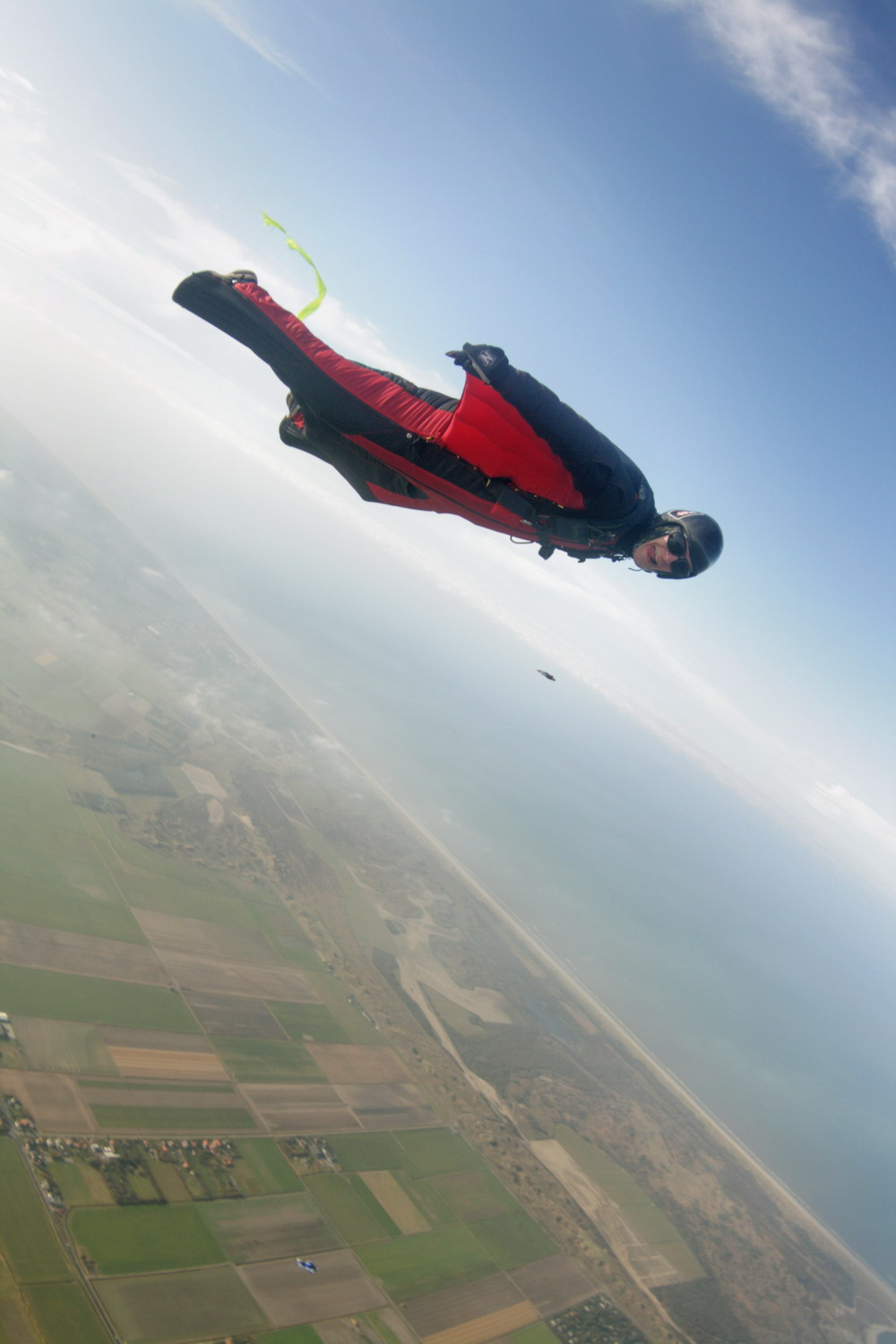
Wingsuitvlieger boven Nederland

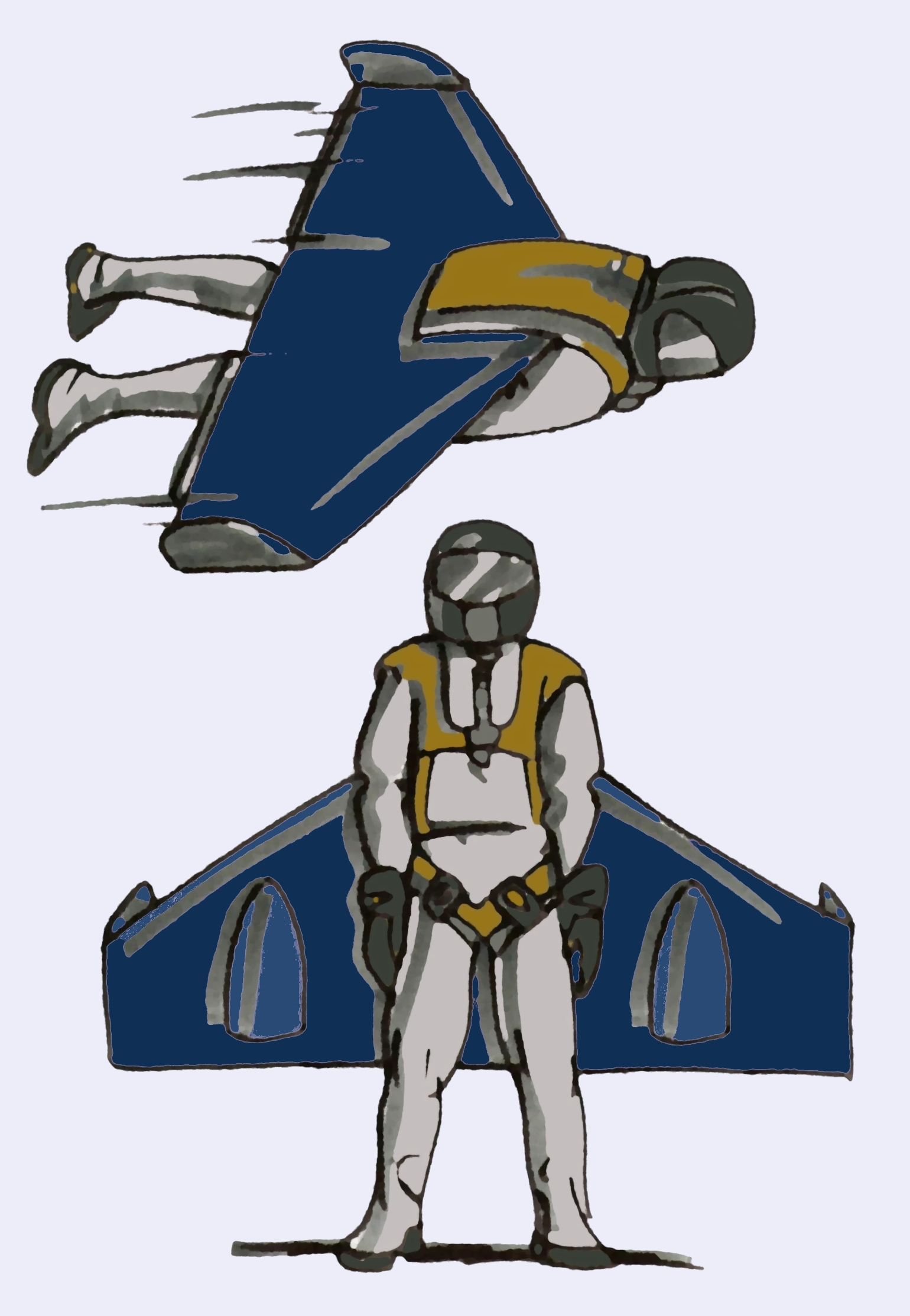
Animatie van een wingsuit

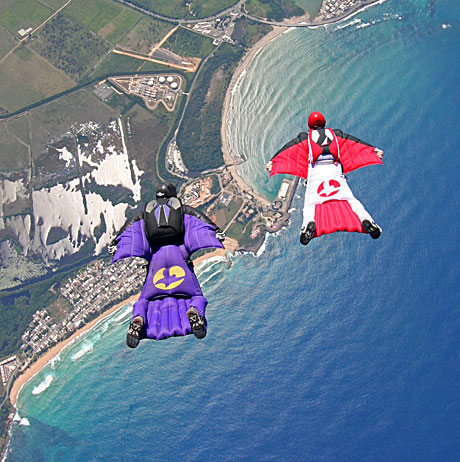

Wingsuit is een sport van skydiven in een gelijknamig pak met een soort 'vleugels', waardoor de verticale snelheid wordt beperkt, maar een hoge horizontale snelheid kan worden bereikt. Een wingsuitvlucht eindigt met het afremmen van de horizontale snelheid door hoogte te winnen, en het openen van de parachute door de vlieger.
Wingsuit base is de combinatie van wingsuit en basejumpen, en vereist veel ervaring met zowel wingsuit uit een vliegtuig als basejumpen met alleen een parachute.

## Proximity Wingsuit Flying
Proximity Wingsuit Flying is een manier van wingsuitvliegen. Bij deze sport gaat de persoon zo dicht mogelijk bij de wand van een berg of heuvel vliegen, tot soms op 1 m afstand, bij een snelheid van soms tegen 400 kilometer per uur.

## Geschiedenis
In de vroege jaren dertig probeerden onderzoekers om de vrije val met behulp van kunstmatige vleugels te beïnvloeden. Meer dan 70 skydivers hebben geëxperimenteerd met de wingsuits. In de beginjaren waren er veel ongelukken met de wingsuits en zijn er enkele doden gevallen.
Halverwege de jaren negentig ontwikkelde de Fransman Patrick de Gayardon een wingsuit, waarin hij een nieuwe spoiler op de achterkant genaaid had met zijn parachute. Zijn pogingen eindigden in een fatale crash.
In het najaar van 1998 begonnen de Fin Jari Kuosma en de Kroaat Robert Pečnik met de ontwikkeling van een gemakkelijk hanteerbare wingsuit, die kan worden gebruikt door een gemiddelde skydiver. In juni 1999 kwam de eerste commercieel beschikbare wingsuit onder de naam Birdman Wingsuit op de markt.